# شراكسة نبيلة
شراكسة نبيلة (الاسم العلمي:Charaxes nobilis) هي نوع من الحشرات تتبع جنس الشراكسة من فصيلة الحورائيات.